# Hotel Reichsschenke zum Ritter Götz

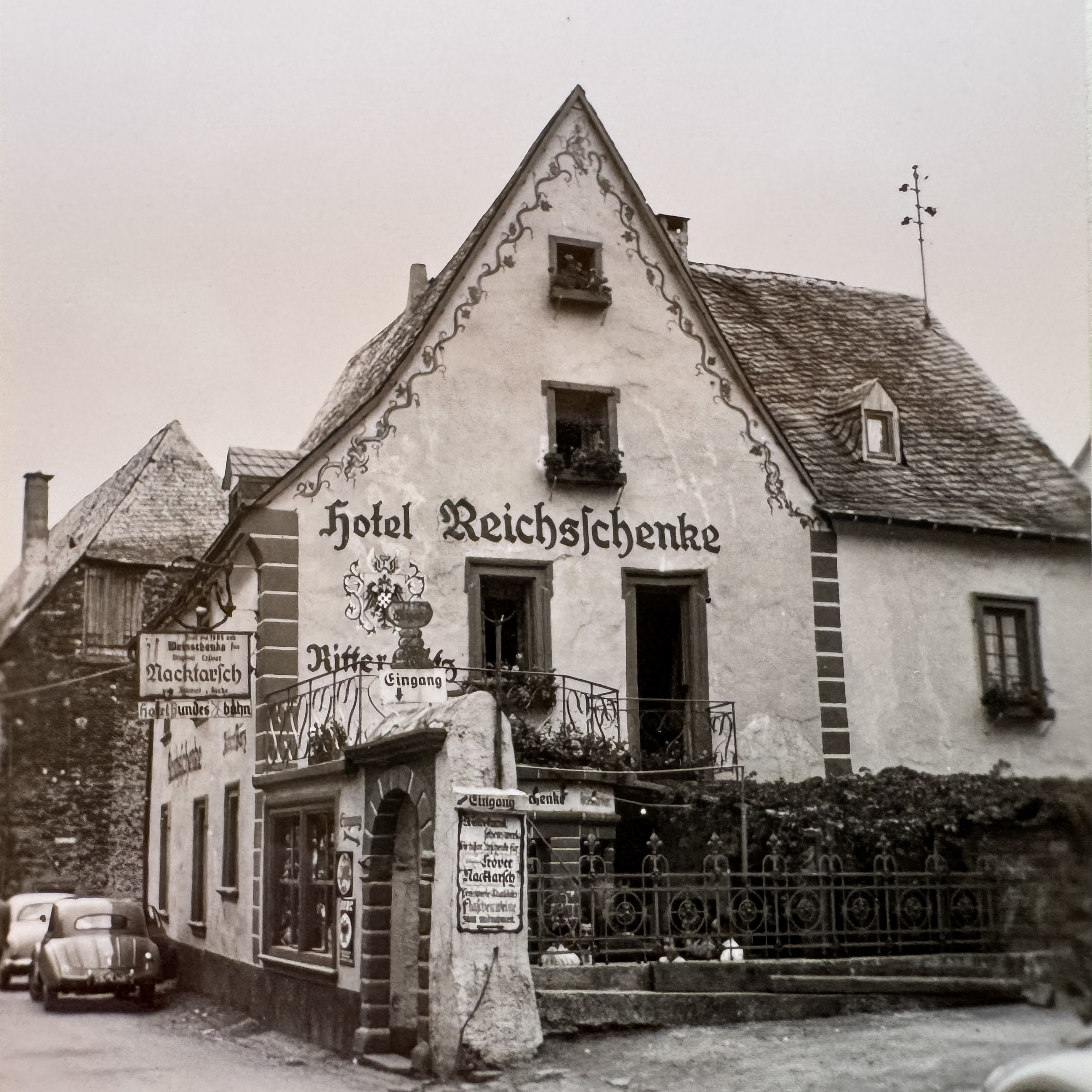
Historisches Bild der Reichsschenke vom 14. August 1957

Das Hotel Reichsschenke zum Ritter Götz ist ein Hotel und Weinlokal in der Robert-Schuman-Straße 57 in Kröv an der Mosel, Verbandsgemeinde Traben-Trarbach. Anfang August 2024 kam es zum Teileinsturz eines als Hotel genutzten Anbaus, wobei zwei Menschen ums Leben kamen.

## Geschichte

### Baugeschichte
Der ehemalige Bolcher Hof soll 1685 erbaut worden sein. Sein Vorderhaus, ein gemauertes, zweigeschossiges barockes Wohnhaus mit steilem, traufständigem Satteldach, steht seit 2008 unter Denkmalschutz. Sein heutiges Erscheinungsbild stammt von Anfang des 18. Jahrhunderts, im Kern ist die Bausubstanz eventuell älter. Am Torbogen der Umfassungsmauer des Hofareals findet sich die Jahreszahl 1731. Das Vorderhaus wird heute als Weinlokal genutzt. Ein rückwärtiger, als Hotel genutzter Anbau wurde um 1980 aufgestockt.
Namensgeber ist Götz von Berlichingen, der einer Legende nach regelmäßig zu Gast im Haus gewesen sein soll. Dagegen spricht, dass dieser bereits 1562 starb, während der Bau der Weinschenke erst rund ein Jahrhundert später belegt ist. Das Kröver Reich hingegen bestand von 755 bis 1790. Die Gaststätte gilt als „Urschenke“ für Weine der seit 1922 so genannten Lage Kröver Nacktarsch. Bekannt gemacht wurde der Wein insbesondere von dem Gastwirt und Winzer Matthie Junglen (1897–1967), der auch unter den Spitznamen „Jungle Dick“ und „Ritter Götz“ bekannt war und das Lokal von den späten 1920er Jahren bis 1967 führte. Anlässlich seines 70. Geburtstags benannte die Gemeinde Kröv die am Anwesen entlang verlaufende Seitenstraße Loelstraße in Ritter-Götz-Straße um.
Ab 1995 wurde das Hotel von zwei Ehepaaren geführt. 2007 erhielt die Gaststätte die Drei-Sterne-Auszeichnung nach der Klassifizierung des Deutschen Hotel- und Gaststättenverbands (Dehoga).
2024 stand die Anlage für etwa 600.000 Euro zum Verkauf. Interessenten waren im Juni 2024 Risse an der Außenwand im Bereich des ebenerdigen Festsaals am südöstlichen Ende des Hotelanbaus aufgefallen; die Maklerin hatte diese als von einem Architekten geprüft und unbedenklich bezeichnet.

### Teileinsturz im Jahr 2024

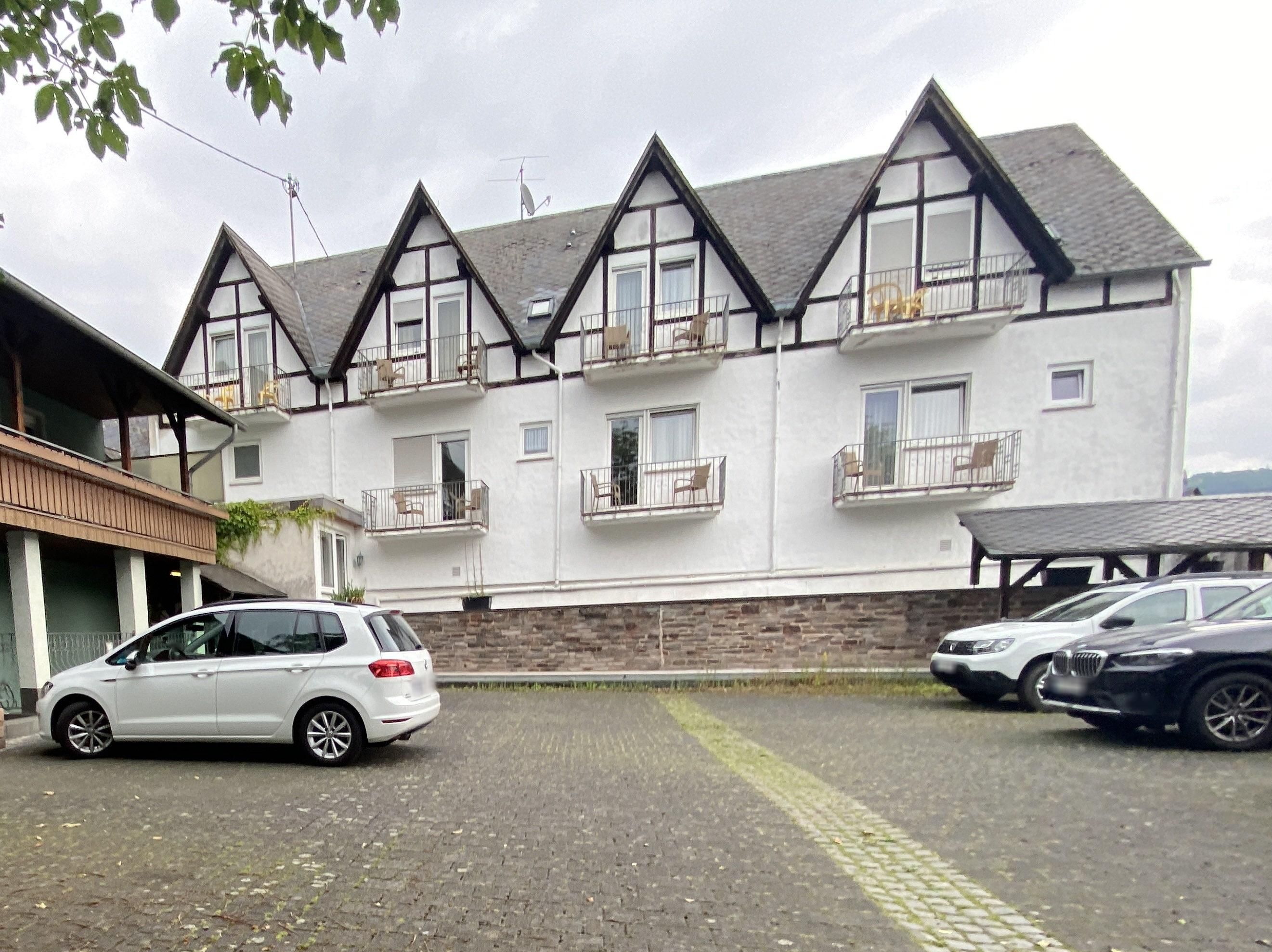
Hotelanbau, Juni 2024

Am Abend des 6. August 2024 informierte die Betreiberfamilie Gäste darüber, dass es Statikprobleme gebe, und forderte sie zum Verlassen des rückwärtigen Hotelanbaus auf. Noch während die Gäste sich zur Flucht bereitmachten, kollabierten das Erdgeschoss des Hotelanbaus mit dem Festsaal und das erste Obergeschoss. Zwei Menschen kamen dabei ums Leben, darunter der Betreiber des Hotels. Sieben weitere verschüttete Personen, darunter ein zweijähriges Kind, konnten binnen 24 Stunden gerettet werden; die Rettungsarbeiten waren von der Furcht vor einem weiteren Einsturz der Ruine geprägt. Bis zu 250 Rettungskräfte waren gleichzeitig im Einsatz.
Kurz nachdem die Verletzten geborgen waren, wurde mit dem Teilabriss der Ruine zur Leichenbergung sowie zur Ursachenforschung durch einen Gutachter begonnen. Im weiteren Verlauf wurde ein Gutachten zum Einsturz fertiggestellt. Laut dem Gutachten war das Hotelgebäude bereits durch die Aufstockung um zwei Stockwerke in den 1980er-Jahren strukturell überlastet, hielt aber letztlich 40 Jahre lang stand und stürzte erst ein, als ein vom Hotelbetreiber beauftragter Statiker unsachgemäße Arbeiten am Gebäude ausführte. Die Staatsanwaltschaft leitete daraufhin Ermittlungen gegen den Statiker wegen fahrlässiger Tötung ein; der Architekt, der für die Aufstockung ursprünglich verantwortlich war, ist bereits verstorben.